# Weissella beninensis
Weissella beninensis (abreujat W. beninensis) és un bacteri grampositiu pertanyent al gènere Weissella, i resulta ser l'únic d'aquest que presenta motilitat (caracter atípic en aquest gènere). La motilitat va poder ésser observada mitjançant microscopia de contrast de fase, i es van observar flagels perítrics amb microscopia electrònica de rastreig. Pot créixer a 15 °C, però no a 45 °C, també en un rang de pH entre 3,9 i 8, i fins un 4% de NaCl. Pel que fa al metabolisme pot produir amoníac a partir d'arginina. Produeix gas en el procés de catabolisme de la glucosa i també àcid làctic (ambdós enantiòmers). Pot produir àcid a partir de galactosa, lactosa, melibiosa, raffinosa i sacarosa, però no de l'arabinosa i la xilosa. El contingut en G+C és d'entre 37 i 37,2%.
Aquesta espècie va ser descrita en un estudi del 2010 on, mitjançant tècniques moleculars com la seqüenciació del 16S rRNA i la hibridació DNA:DNA, es va poder diferenciar W. beninensis de la seva espècie més propera, W. ghanensis.
La seva soca tipus és DSM:22752.